# Qualificazioni al campionato mondiale di calcio 2026 - AFC - seconda fase - girone E
Questa voce raccoglie i risultati delle partite del girone E valido come secondo turno di qualificazione al Campionato mondiale di calcio 2026 per la zona di competenza dell'AFC.
| Squadra      | P.ti | G | V | P | S | RF | RS | DR  |
| ------------ | ---- | - | - | - | - | -- | -- | --- |
| Iran         | 14   | 6 | 4 | 2 | 0 | 16 | 4  | +12 |
| Uzbekistan   | 14   | 6 | 4 | 2 | 0 | 13 | 4  | +9  |
| Turkmenistan | 2    | 6 | 0 | 2 | 4 | 4  | 14 | -10 |
| Hong Kong    | 2    | 6 | 0 | 2 | 4 | 4  | 15 | -11 |

## Risultati

### 1ª giornata
| Arbitro: | Nazmi Nasaruddin |

|                                           |           |  |
| Azmoun 12’, 15’ Taremi 87’ Rezaeian 90+2’ | Marcatori |  |

| Arbitro: | Hiroyuki Kimura |

|              |           |                                    |
| Durdyyev 44’ | Marcatori | 57’, 77’ Shukurov 90+1’ Shomurodov |

### 2ª giornata
| Arbitro: | Adel Al-Naqbi |

|                          |           |                  |
| Wong Wai 12’ Camargo 65’ | Marcatori | 4’, 36’ Mingazow |

| Arbitro: | Mohammed Abdulla Hassan |

|                          |           |                         |
| O'runov 52’ Sergeyev 83’ | Marcatori | 14’ Taremi 38’ Rezaeian |

### 3ª giornata
| Arbitro: | Woo-Sung Kim |

|  |           |                               |
|  | Marcatori | 49’ Shomurodov 66’ Ashurmatov |

| Arbitro: | Yusuke Araki |

|                                                               |           |  |
| Kanaanizadegan 10’, 48’ Azmoun 13’ Mohebi 56’ Noorafkan 90+2’ | Marcatori |  |

### 4ª giornata
| Arbitro: | Ahmed Al-Ali |

|                                        |           |  |
| Shomurodov 20’ Erkinov 63’ O'runov 70’ | Marcatori |  |

| Arbitro: | Sivakorn Pu-udom |

|  |           |               |
|  | Marcatori | 45+5’ Ghayedi |

### 5ª giornata
| Arbitro: | Qasim Al-Hatmi |

|                          |           |                                               |
| Ma Hei Wai 14’ Pinto 59’ | Marcatori | 12’ (rig.), 34’ (rig.), 56’ Taremi 65’ Azmoun |

| Arbitro: | Yusuke Araki |

|                                         |           |              |
| Aliqulov 17’ O'runov 29’ Nasrullaev 70’ | Marcatori | 25’ Tirkişow |

### 6ª giornata
| Teheran 11 giugno 2024, ore 20:30 UTC+3:30 | Iran           | 0 – 0 referto | Uzbekistan | Stadio Azadi (15 403 spett.)\| Arbitro: \| Kim Jong-hyeok \| |
| Arbitro:                                   | Kim Jong-hyeok |               |            |                                                              |

| Aşgabat 11 giugno 2024, ore 20:00 UTC+5 | Turkmenistan      | 0 – 0 referto | Hong Kong | Ashgabat Stadium (10 324 spett.)\| Arbitro: \| Hussein Abo Yehia \| |
| Arbitro:                                | Hussein Abo Yehia |               |           |                                                                     |